# Décennie 1300 en architecture
| Années de l'architecture : 1297 - 1298 - 1299 - 1300 - 1301 - 1302 - 1303    |
| Décennies de l'architecture : 1270 - 1280 - 1290 - 1300 - 1310 - 1320 - 1330 |

Cet article présente les faits marquants de la décennie 1300 en architecture.

## Événements
- 1302 : le phare d'Alexandrie, sur l'île de Pharos, est détruit par un tremblement de terre[1]

- 1304 : à Vienne, Albert Ier ordonne la construction d'un chœur à trois nefs à l'est de la cathédrale suffisamment vastes pour rencontrer le sommet du vieux transept[2]. Il est consacré le 23 avril 1340[3].
- 1307 : début du style gothique decorated en Angleterre (jusqu'en 1377)[4].

## Réalisations
- 1298-1330 : la partie orientale de l'église abbatiale Saint-Augustin à Bristol est reconstruite dans le style gothique décoratif anglais[5].

- Vers 1300 : fin de la construction de la cathédrale de Nidaros à Trondheim en Norvège[6].
- Vers 1300-1329 : des murailles sont érigées autour de la ville d'Orléans[7].
- 1301 : début de la construction de la Domus Mercatorum (Maison des Marchands) à Vérone[8].
- 1302-1311 : construction de la chaire de la cathédrale de Pise par Giovanni Pisano[9].

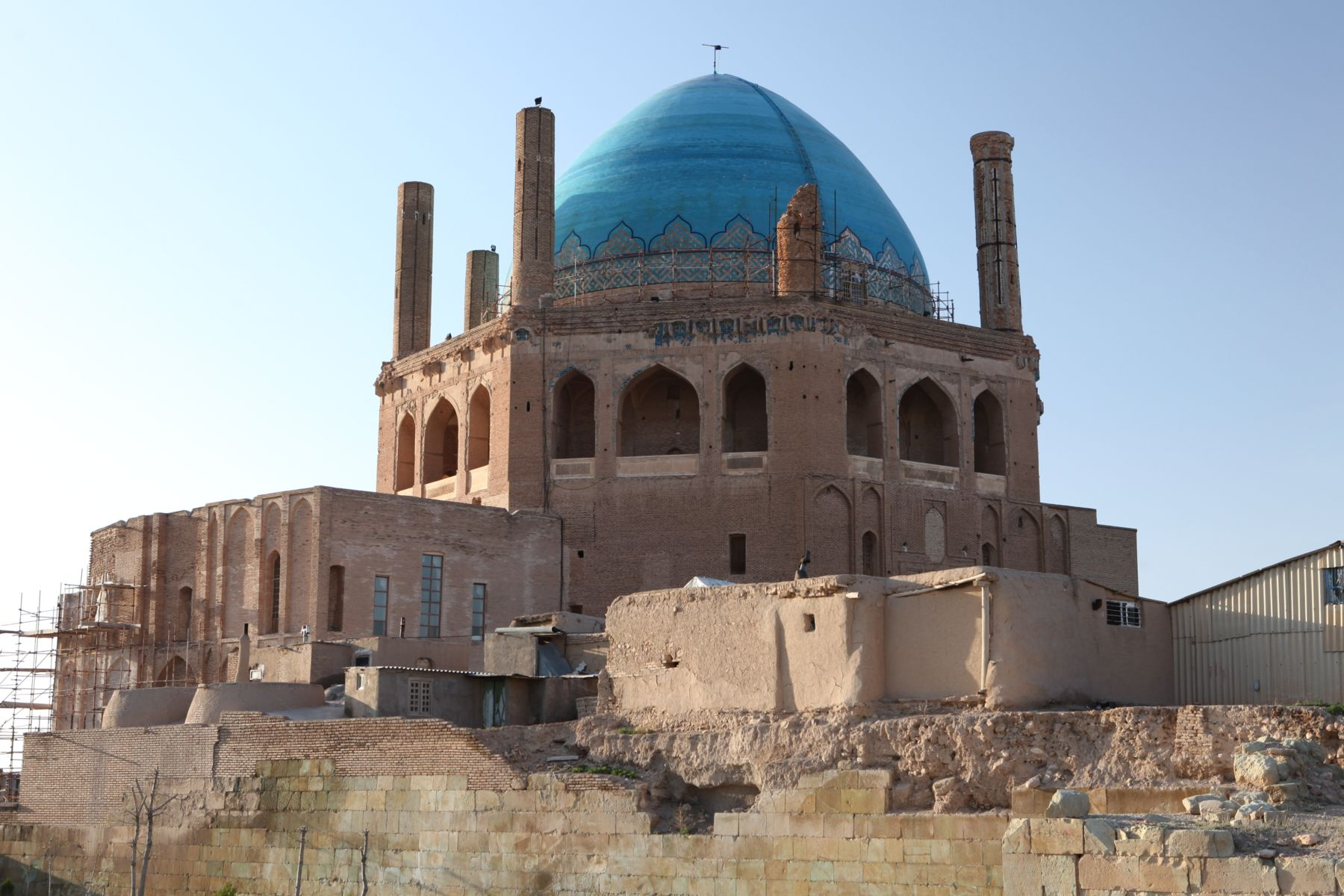
Dôme de Soltaniyeh.

- 1302-1312 : construction du dôme de Soltaniyeh en Iran, mausolée du khan Oldjaïtou, coiffé d'une coupole alors la plus grande au monde[10].
- 1304 : achèvement des halles aux draps d'Ypres, un des plus importants bâtiments laïcs de style gothique[11].
- 1305 : construction de la mosquée royale de l'Alhambra à Grenade en Espagne[12].

- 17 juin 1308 : début de la construction du Pont Valentré à Cahors (jusqu'en 1378)[13].
- 1308-1338 : construction du Yuchang Lou, un grand tulou du Xian de Shuyang près de Nanjing[14].
- Avant le 1er avril 1309 : début de la construction du château de Bellver à Palma de Majorque[15] par l’architecte Pedro Salvá. Il est habitable en 1314[16].

- 1309 : début de la construction du palais des Doges à Venise (terminé en 1429)[17].

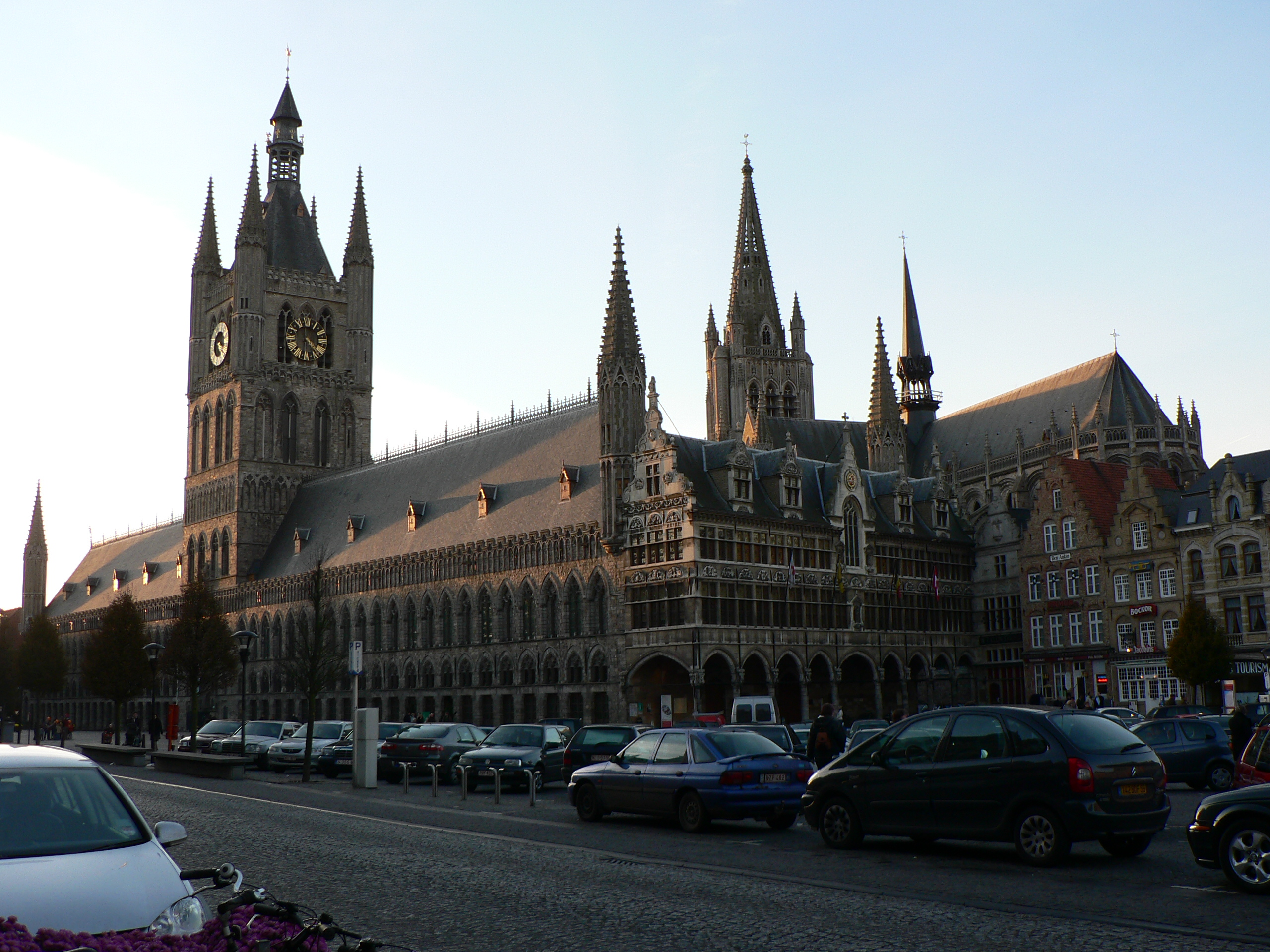
Halles aux draps d'Ypres
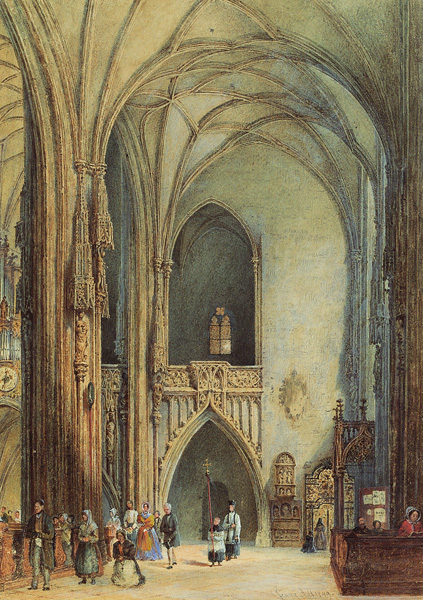
Cathédrale Saint-Étienne de Vienne
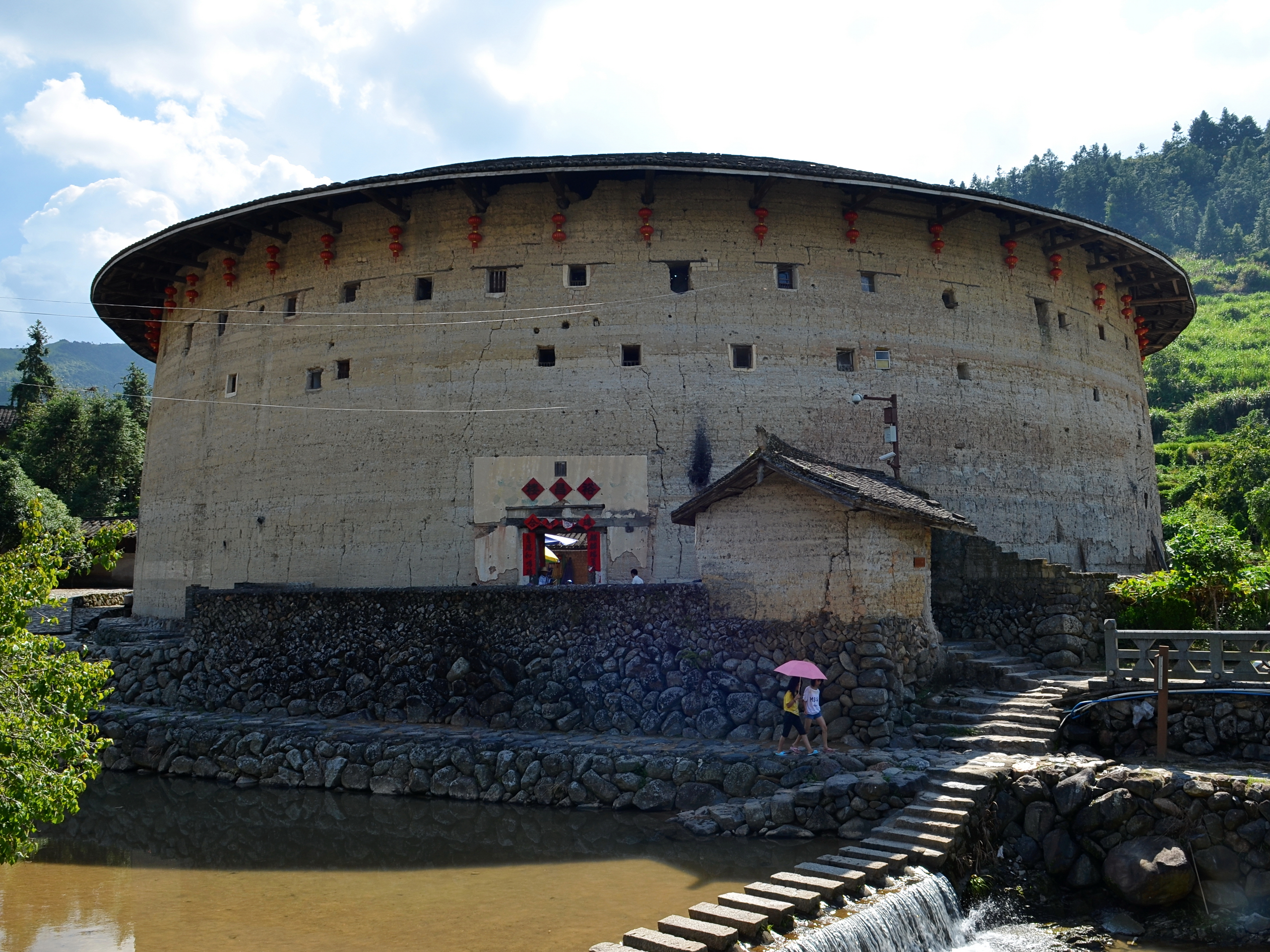
Yuchang Lou.
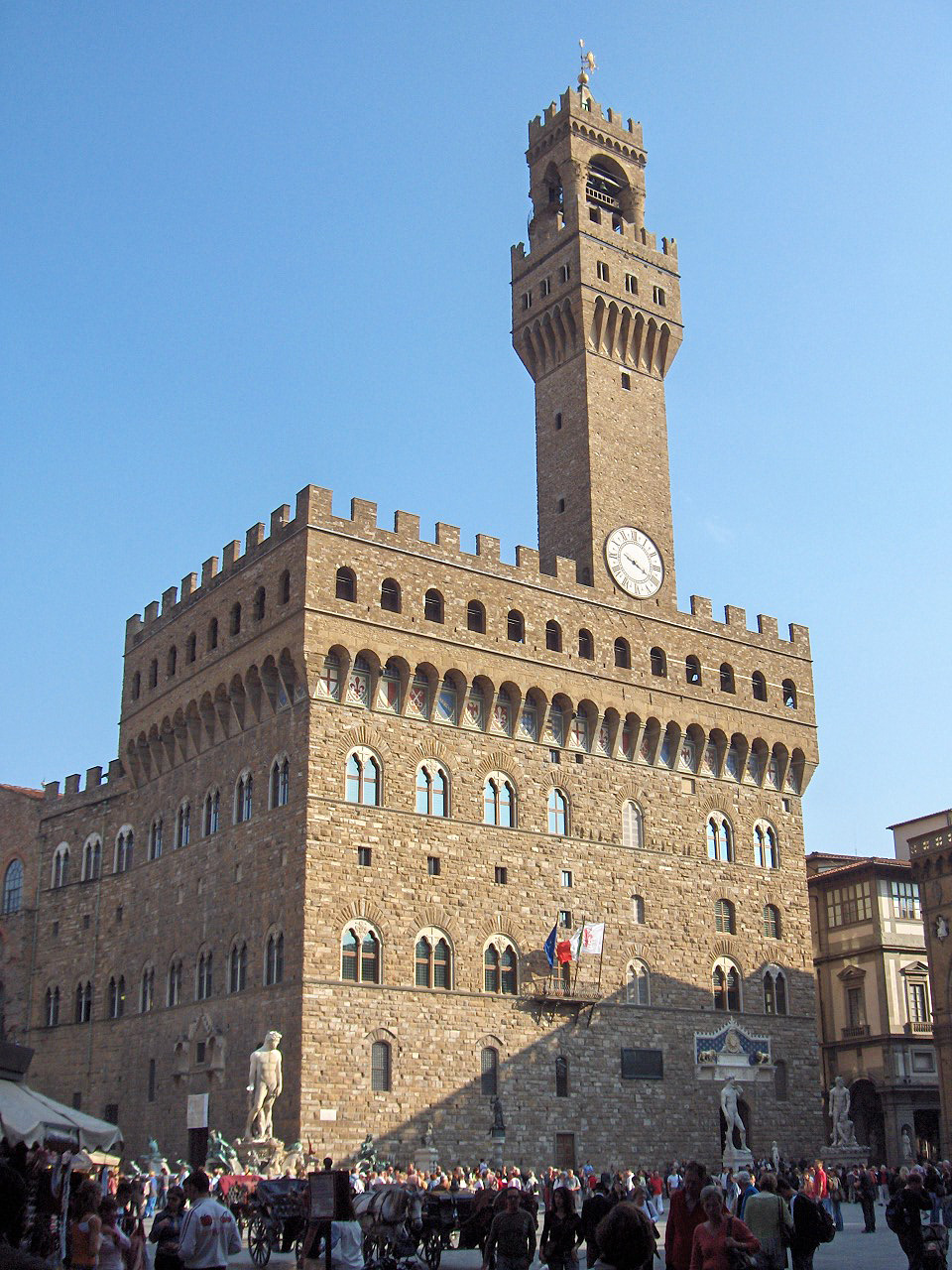
Palazzo Vecchio
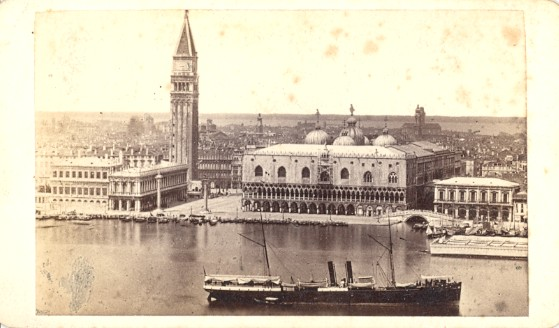
Palais des Doges
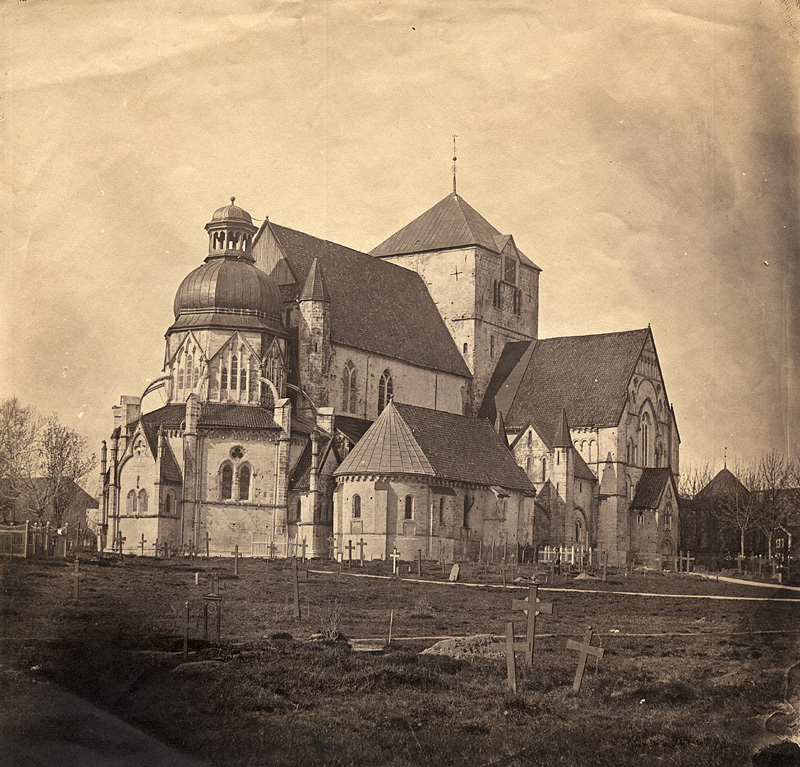
Cathédrale de Nidaros
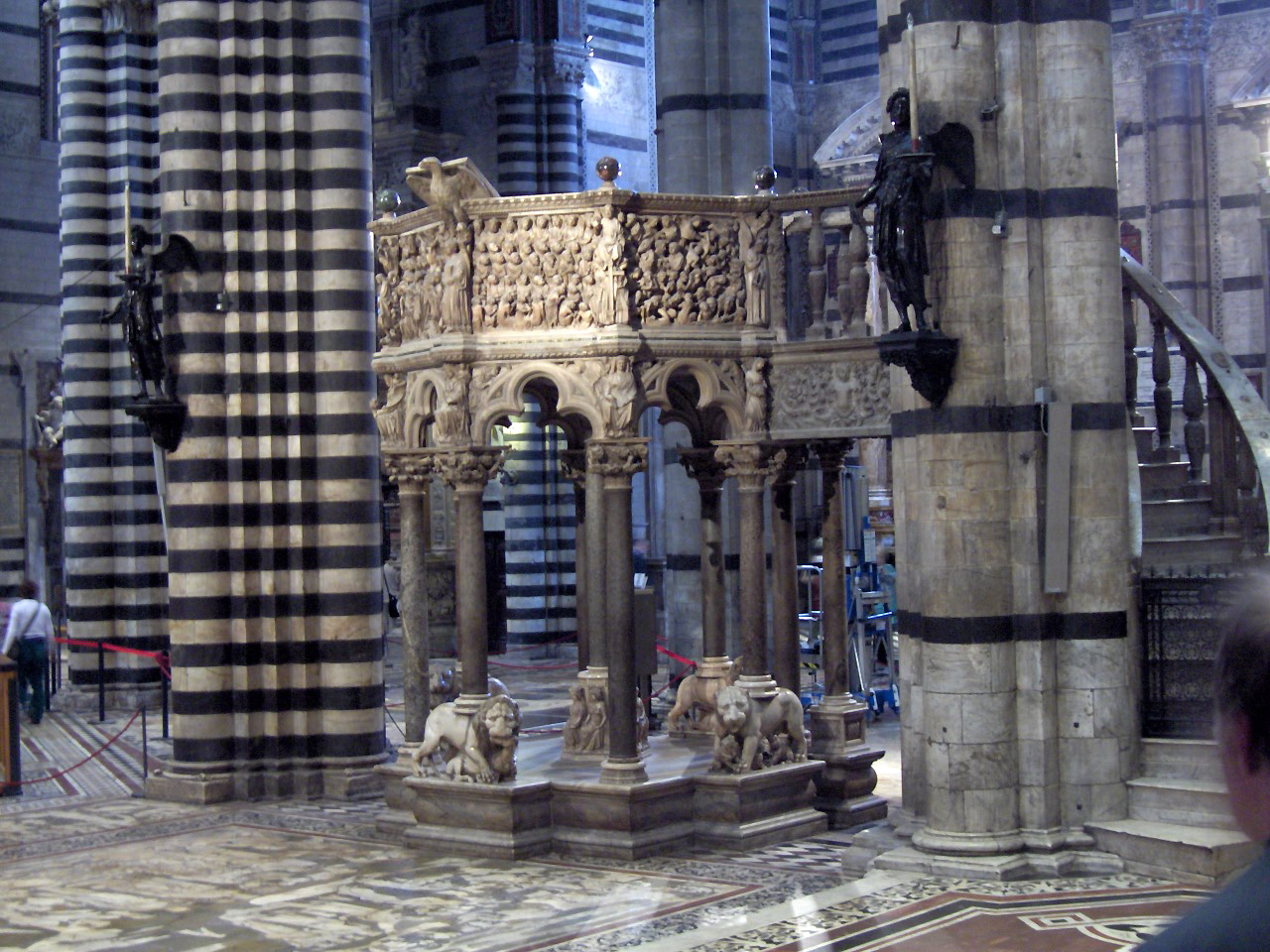
La chaire de Pisano à Pise
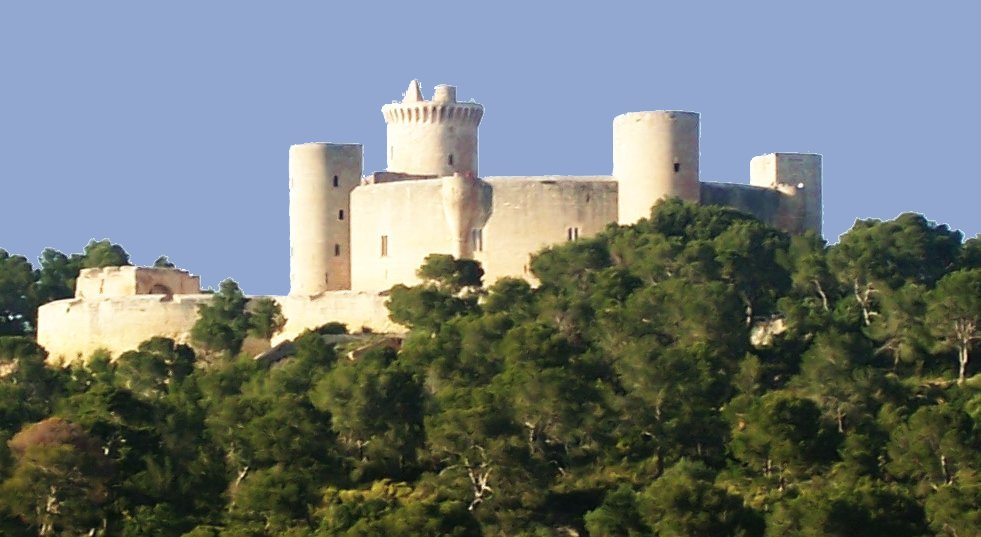
Château de Bellver
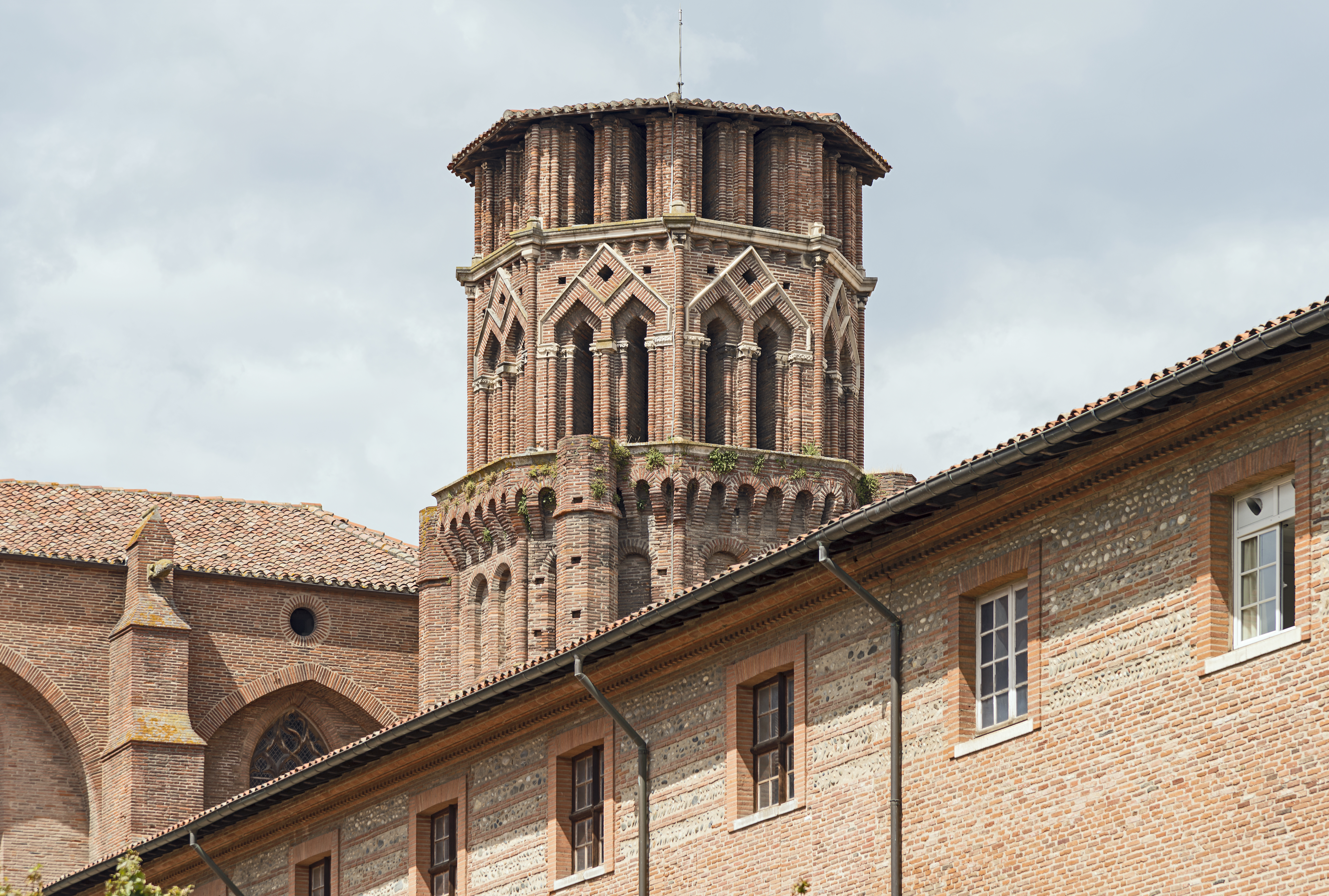
Couvent des Augustins

## Naissances
- x

## Décès
- x